# ハンギン後旗
ハンギン後旗（ハンギンこうき、モンゴル語：ᠬᠠᠩᠭᠢᠨ
ᠬᠣᠶᠢᠲᠤ
ᠬᠣᠰᠢᠭᠤ、キリル文字：Хангин хойд хошуу、IPA転写：Qaŋɣin qoyitu qosiɣu）は、中国内モンゴル自治区バヤンノール市に位置する旗。旗の人民政府は、陝壩鎮に駐在している。
古は黄河からの灌漑により、河套平原の農業中心地であった。それを支える河川には烏拉河・楊家河・黄済渠がある。灌漑面積は152万畝に達し、主な生産物は食用ヒマワリ。

## 行政区画
9バルガス（鎮）を管轄：
- バルガス（鎮）：陝壩鎮、頭道橋鎮、二道橋鎮、三道橋鎮、マンギス・バルガス（蛮会鎮）、団結鎮、双廟鎮、沙海鎮、蒙海鎮